# Vexitomina torquata
Vexitomina torquata é uma espécie de gastrópode do gênero Vexitomina, pertencente a família Horaiclavidae.